# Spetsstjärtad sparv
Spetsstjärtad sparv (Ammospiza caudacuta) är en starkt utrotningshotad fågel i familjen amerikanska sparvar inom ordningen tättingar. Den är endemisk för östra USA där den häckar i kustvatten utmed Atlantkusten från Maine till North Carolina. Arten minskar kraftigt i antal och anses vara starkt hotad. Spetsstjärtad sparv är nära släkt med madsparven och de båda behandlades fram tills nyligen som en och samma art.

## Utseende och läten
Spetsstjärtad sparv är en 13,5 cm lång, kraftigt tecknad och långnäbbad sparv. Huvudteckningen är bjärt orange, svart och gråm med grått på hjässa och nacke och vita streck på ryggen. Jämfört med mycket lika madsparven har den orangefärgad strupsidestreck som är mer bjärt färgad än bröstet, ej tydligt avgränsad vit buk och distinkta svarta streck på flanker och bröst. Lätet är mycket mjukare än madsparven och saknar dennes tydliga avslutande ton.

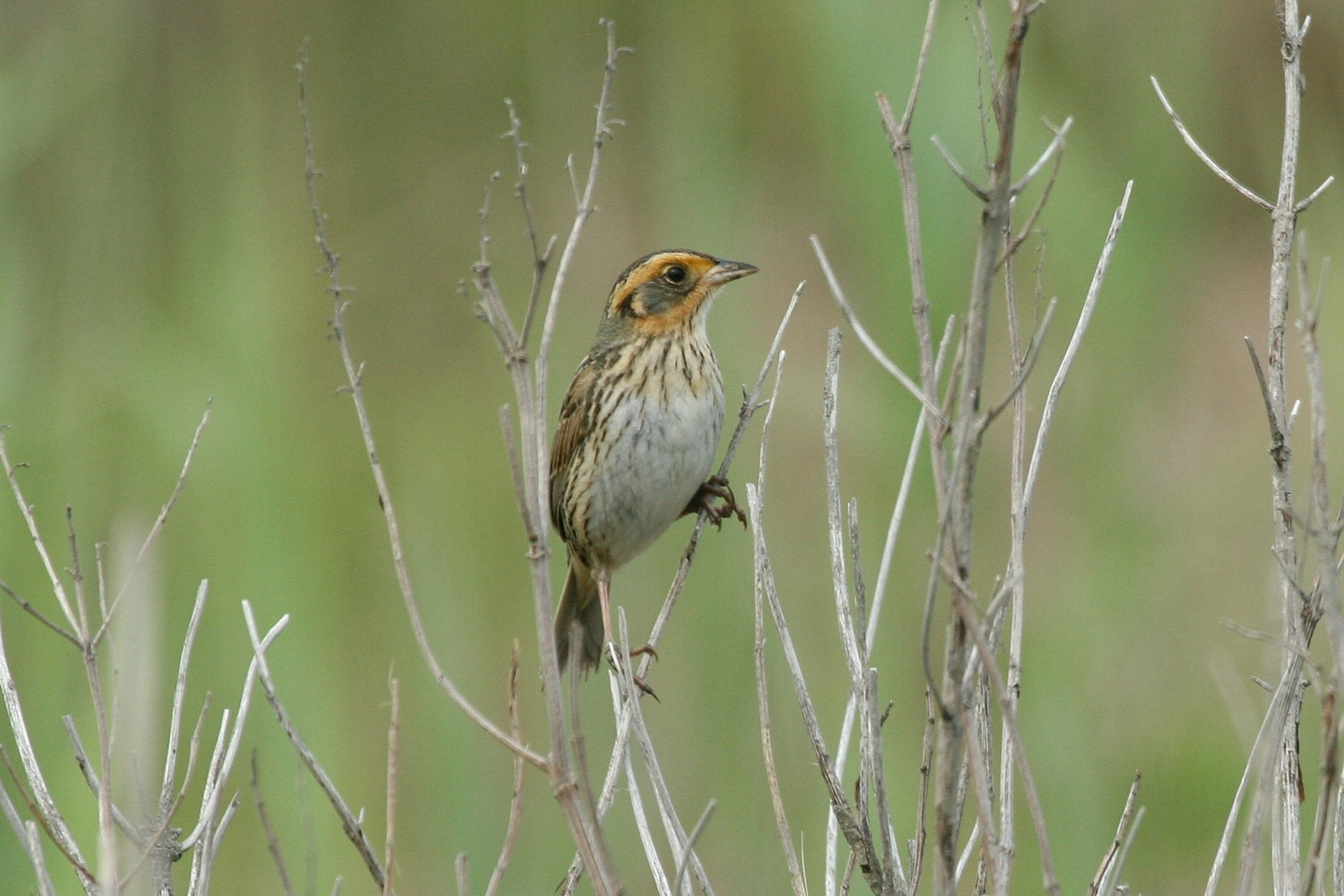

## Utbredning och systematik
Spetsstjärtad sparv delas in i två underarter med följande utbredning:
- Ammospiza caudacutus caudacutus – förekommer i marskland från södra Maine till södra New Jersey, flyttar till södra Florida
- Ammospiza caudacutus diversus – förekommer i kustvatten från södra New Jersey till North Carolina, flyttar till Floridas golfkust

Tidigare behandlades madsparven (Ammospiza nelsoni) som underart till spetsstjärtad sparv. De båda hybridiserar i nordöstra USA, mellan södra Maine och norra Massachusetts.

### Släktestillhörighet
Fågeln placeras traditionellt i släktet Ammodramus, men DNA-studier visar att detta släkte är kraftigt parafyletiskt. Typarten för släktet, gräshoppssparv, står nära Arremonops, medan spetsstjärtad sparv (liksom starrsparv, madsparv och kustsparv) är närmare släkt med arter som grässparv (Passerculus) och sångsparv (Melospiza), varför vissa auktoriteter numera lyftar ut dessa arter till det egna släktet Ammospiza.

### Familjetillhörighet
Tidigare fördes de amerikanska sparvarna till familjen fältsparvar (Emberizidae) som omfattar liknande arter i Eurasien och Afrika. Flera genetiska studier visar dock att de utgör en distinkt grupp som sannolikt står närmare skogssångare (Parulidae), trupialer (Icteridae) och flera artfattiga familjer endemiska för Karibien.

## Levnadssätt
Spetsstjärtad sparv hittas i ett smalt bälte med kustnära saltvattensvåtmarker. Födan är dåligt känd men tros bestå av små ryggradslösa djur och frön som den födosöker efter på eller nära marken. Fågeln häckar från mitten av maj till augusti. Två äggläggningstoppar, en i slutet av maj och början av juni och den andra från mitten till slutet av juli, tyder på att den lägger två kullar.

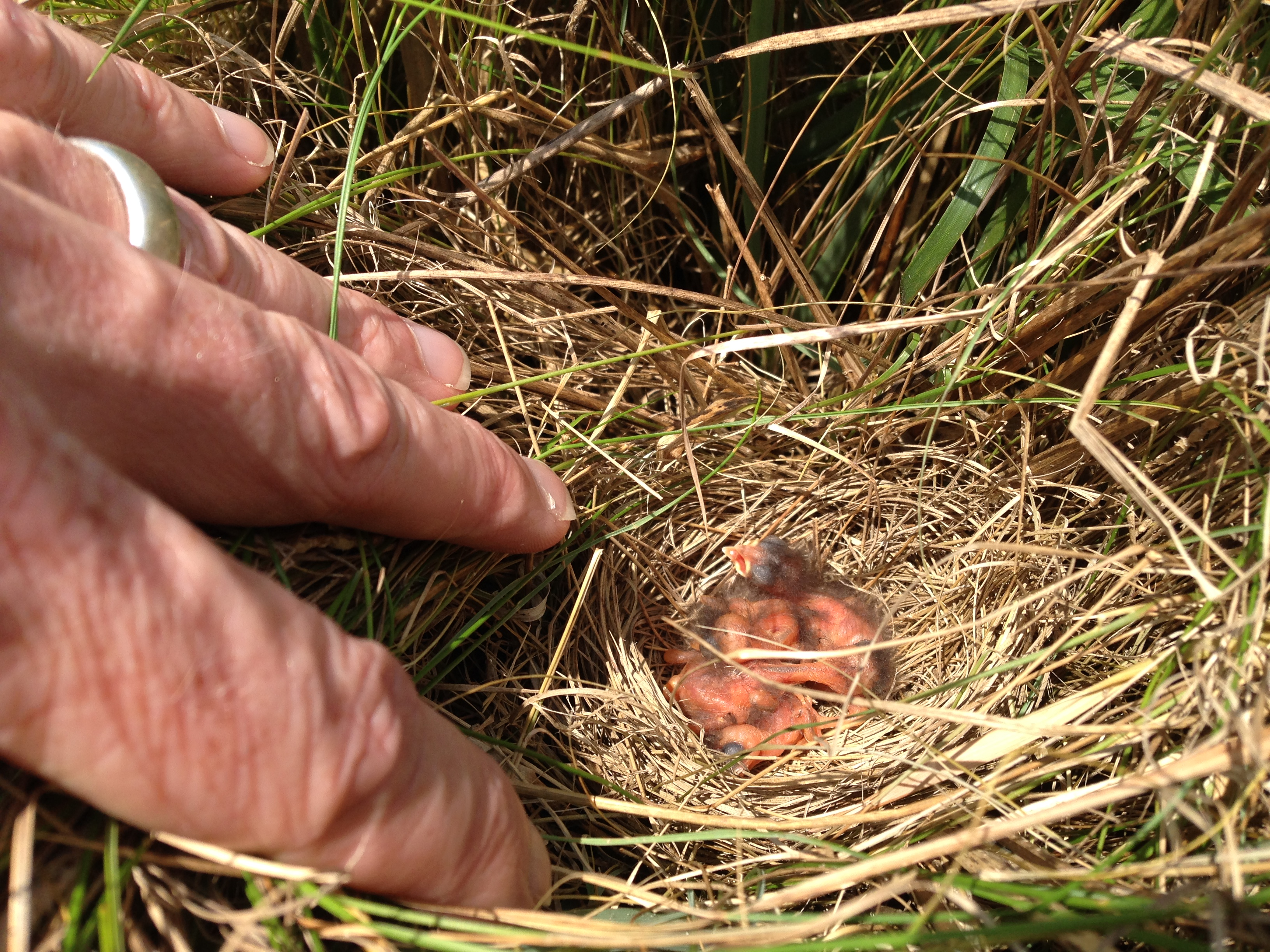
Bo med ungar på Barn Island i Stonington, Connecticut.

## Status och hot
Spetestjärtad sparv har ett litet och fragmenterat utbredningsområde. Sentida studier visar att den dessutom minskar kraftigt i antal. Internationella naturvårdsunionen IUCN kategoriserar därför numera arten som starkt hotad. Världspopulationen uppskattas till mellan 37 000 och 69 000 vuxna individer.